# 네이키드 카우보이
로버트 존 버크(영어: Robert John Burck, 1970년 12월 23일 ~ )는 미국 뉴욕 타임스 스퀘어에서 활동 중인 행위예술가이다. 오하이오주 신시내티에서 태어났다. 네이키드 카우보이(영어: Naked Cowboy, 벌거벗은 카우보이)라는 별명에 맞게 속옷 차림으로 카우보이 부츠와 카우보이 모자만 착용하고 어쿠스틱 기타를 연주하는 것으로 알려져 있다. 타임스 스퀘어 외의 장소에서 활동한 적도 있었는데, 2006년 4월 일본 도쿄도 시부야에 그가 출현한 적이 있었다. 그리고 2004년 12월에 SBS의 순간포착 세상에 이런 일이를 통해 대한민국에도 소개된 적이 있었다.

한편, 그는 2009년 11월에 치러지는 뉴욕 시장 선거에 출마하겠다고 선언해 화제가 되었으나 그 해 9월 5일에 후보에서 물러났다.